# Frittatensuppe

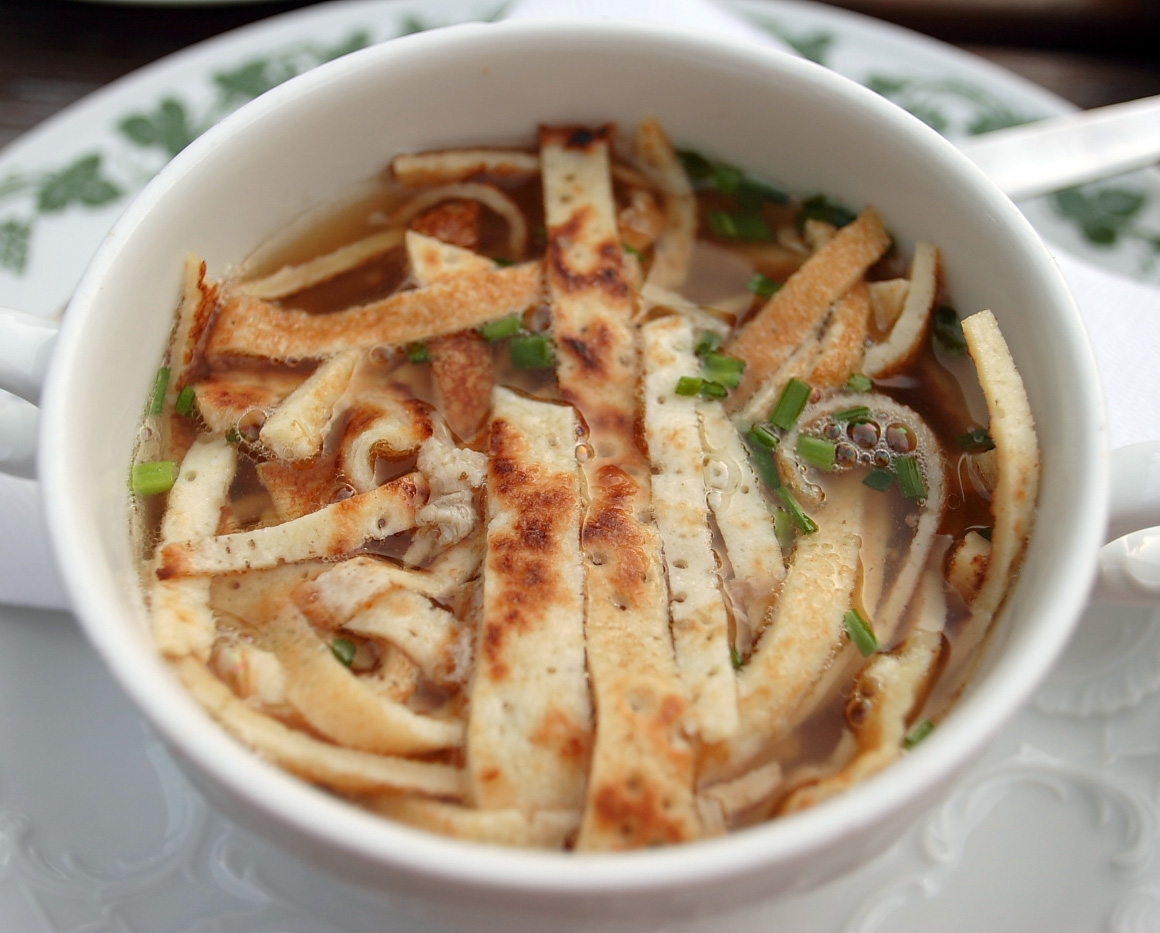
Frittatensuppe

Frittatensuppe é uma sopa tradicional austríaca, considerada como prato nacional. Pode também ser encontrada na gastronomia da Alemanha, na qual é conhecida por Pfannkuchensuppe e Flädlesuppe, nas regiões da Suábia e de Baden. Na Suíça, pode também ser encontrada uma variante denominada Flädlisuppe.
Em todos os casos, trata-se de um caldo de carne, com grandes tiras de crepes, denominadas Pfannkuchen ou Eierkuchen, em alemão.
Na França, existe um prato semelhante conhecido como consommé Célestine, sendo conhecido em Itália como consomme Celestina.

## Preparação
Os ingredientes básicos utilizados são a farinha, o leite, o ovo, o sal e uma pitada de noz-moscada, aos quais são adicionadas tiras de crepes finas, recém saídas do forno, cozendo-se tudo em conjunto num caldo de carne. 

## Menção na literatura
Os amantes da literatura poderão encontrar referências a esta sopa numa obra do escritor Thomas Bernhard, Der Theatermacher. Neste romance, o protagonista descreve a Frittatensuppe como uma sopa existencial.